# Яніна (вілаєт)
39°40′00″ пн. ш. 20°51′00″ сх. д. / 39.666666666667° пн. ш. 20.85° сх. д.
Янінський вілаєт (осман. ولايت يانیه‎) — вілаєт Османської імперії, що розташовувався на південному заході Балканського півострова. Утворений 1867 року замість Янінського еялету з площею 47,400 км². Припинив існування після поразки османської імперії в Першій Балканській війні у 1912—1913 роках.

## Історія
У 1867 році в рамках реформи Танзімату еялет Яніна було перетворено на Янінський вілаєт. В завдання валі (губернатора) входила збереження влади в північній Греції (Фессалії) та над албанськими кланами. Втім постійні повстання греків Епіру та Фессалії не давали змоги налагодити стабільне управління. У 1878 році Греція вирішила скористатися поразкою османської імперії у війні Росієї (війна 1877—1878 років) для розширення влади в інших грецьких землях. Втім повстання та грецький наступ ззанав невдачі (в Епірі було знищено 20 грецьких сіл). Разом з тим й Османська імперія не могла чинити спротив. Під тиском Великої Британії, Росії та Німеччини у 1881 році султан прийняв Стамбульську конвенцію, за якою з Янінського вілаєту була вилучена Фессалія та частина Епіру й передано до складу Королівства Греція.
З 1881 року межі Янінського вілаєту залишалися незмінними. У 1880-х роках починається зародження албанської самосвідомості. Політичні та культурні діячі виступають за об'єднання албанського народу та утворення автономії. Проте перші спроби цього досягти напочатку 1880-х років зазнали репресій з боку султанського уряду.
У 1906 році створено Епірське товариство, завданням якого було об'єднати Епір з Грецією. Вона влаштовувало акції саботажу, диверсій, напади на османських службовців. У 1897 році представники Епірського Товариства намагалися підтримати війська Греції під час війни 1897 року, проте невдало.
У 1912 році спалахнуло повстання албанців, що допомгалися вланої автономії. Невзмозі придушити національний рух султанський уряд домовився з очільниками повсталих створити Албанський вілаєт зі значними повноваженнями. Втім виконанню цього рішення завадила Перша Балканська війна. В результаті поразки османських військ Епір було зайнято грецькими військами, а північні райони вілаєту — сербськими та чорногорськими. За рішенням Лондонського договору південний Епір разом з Яніною повинен був перейти до Греції, але північний Епірвирішено зробити частиною незалежної Албанії. З цим рішенням непогодилася Греція, що утримувала північний Епір до завершення Другої Балканської війни у 1913 році. В результаті Янінський вілаєт остаточно припинив своє існування.

## Структура
Вілаєт складався з 6 санджаків:
- Янінський санджак мав 6 кази: Яніна, Парамітія, Філатес, Мецово, Лесковік, Коніца
- санджак Гірокастра — 8 кази: Гірокастра, Дельвіна, Саранда, Пермет, Фрашер, Тепелєна, Курвелеш, Хімара.
- Бератський санджак — 4 кази: Берат, Вльора, Лешньє, Фієрі.
- санджак Трикала — 7 кази: Трикала, Єнішехір, Аласонья, Карадіге, Голо, Ірміє, Чаталджа. У 1881 році відійшов до королівства Греція
- санджак Кесріє (без кази). У 1881 році відійшов до вілаєту Монастир.

## Населення
До 1881 року більшість населення складали греки завдяки щільному населенню Фессалії та Епіру. Відповідно до перепису 1897 року в вілаєті мешкало 595,108 осіб. За британськими відомостями тоді 224 тис. були мусульманами 9албанці та турки), 118 тис. греків-православних, 129,5 тис. — православними албанцями, 3,5 тис. — юдеями.
У 1908 році за приблизними даними мешкало 648 тис., з яких 315 тис. були албанцями, 180 тис. — арумунами, 110 тис. — греками. Також існували невеличкі громади болгар, турок, жидів, циган. Втім за грецькими відомостями в той час з 550 тис. осіб, 300 тис. були греками, 210 тис. — албанцями, 21 тис. — арумунами, 3 тис. — жидами.
У 1911 році при населені від 558 до 648 тис. греків було від 110 до 419,5 тис., албанців — від 210 до 315 тис., арумунів — від 25 до 180 тис., турків — від 10 до 20 тис., болгар — до 20 тис., циган — до 7 тис., волохів — від 3 до 6 тис.